# Segesvári óratorony
A segesvári óratorony a város jelképe és egyik legismertebb műemléke, a Segesvár történelmi központja világörökségi helyszín része

## Fekvése
Az óratorony a Várhegy keleti felén található, a szabók tornyával szemben. A várfal mentén a szomszédos tornyok délre a tímárok tornya, illetve északon a borbélyok tornya. A Felsőváros a zegzugos Torony utcán (Strada Turnului) keresztül közelíthető meg; maga a torony a Múzeum téren (Piața Muzeului) található. Az óratorony a középkor óta a vár bejárata, ami elválasztja az Alsóvárost a Felsővárostól. Védelmi megfontolásokból az utca közvetlenül a kaputorony után 60 fokkal balra kanyarodik, így a belépés után az 1492 és 1515 között épült domonkosrendi kolostortemplom déli homlokzatára lehet rálátni, amely manapság a város evangélikus plébániatemploma. Az óratorony nyugati oldalán álló épületeket a Joseph Haltrich Líceum szerezte meg, és bentlakássá alakította át.

## Története
A torony építése a 14. századra tehető; ma is látható formáját a 15. században nyerte el. A többi toronytól eltérően ezt nem valamelyik céh védte, hanem a városi tanács katonái. Maga a tanács 1556-ig az első szinten levő teremben ülésezett. A toronyban őrizték a város kincstárát, levéltárát, és itt volt a lőszerraktár is. 1604-ben a toronyba fából készült óraszerkezet került, ekkor kapta az Óratorony (Stundturm) nevet. 1648-ban az óraszerkezetet és a számlapot kicserélték, és ekkor építette be Johann Kirschel mester a minden óraütéskor körbejáró figurákat is. Ünnepnapokon az ötödik emeleten fúvószenekar játszott; 1619-ben a tanács 12 dukátért vásárolt hangszereket a torony zenészeinek. 
Az 1676-os tűzvészt követően 1677-ben a tornyot újjá kellett építeni. Az építkezést vezetői Filip Bonge salzburgi, Veit Gruber tiroli építőmesterek, illetve a szintén külföldi Valentinus asztalosmester voltak. Az átépítéskor, amely márciustól szeptemberig tartott, és 650 guldenbe került, a torony tetejét a ma is látható barokk formára alakították át.
1704-ben során a várost megtámadó kurucok ágyúi eltalálták a torony tetején levő szélkakast és a török hódoltság jelképeként felszerelt félholdat. 1774-ben a félholdat a Habsburgok kétfejű sasára cserélték ki. 
Az 1894-es restaurálás során színes cserepekkel fedték be a tornyot. A bal oldali homlokzatra, amelyen az óra található, felfestették a város és a hét szász szék címerét. A jobb oldali homlokzatra egy latin felirat került, amely az 1676-os tűzvészre, és az azt követő felújításokra emlékeztet: Chare posteritatis memoriae sit traditum, turrim hanc anno 1676 execrabile et luctuoso illo incendo valde destructam anno 1678 prima industria maiorum restauratum, dein anno 1774 horologio iam obliterato rcparato fuisse vindicatam, dein anno 1894 Herum reparatam.
A 19. század végén a torony körüli felesleges épületeket lebontották, és a teret kiszélesítették. 1899-ben az épületben a város történetét bemutató múzeumot alakítottak ki. 1906-ban az órát felújították, 1964 óta pedig elektromos motorral működtetik.
Budapesten a Vajdahunyad várában  az Apostolok tornya a segesvári óratoronyt idézi. A szarvasi Mini Magyarország makettparkban megtalálható az épület 1:40 méretarányú makettje.

## Leírása

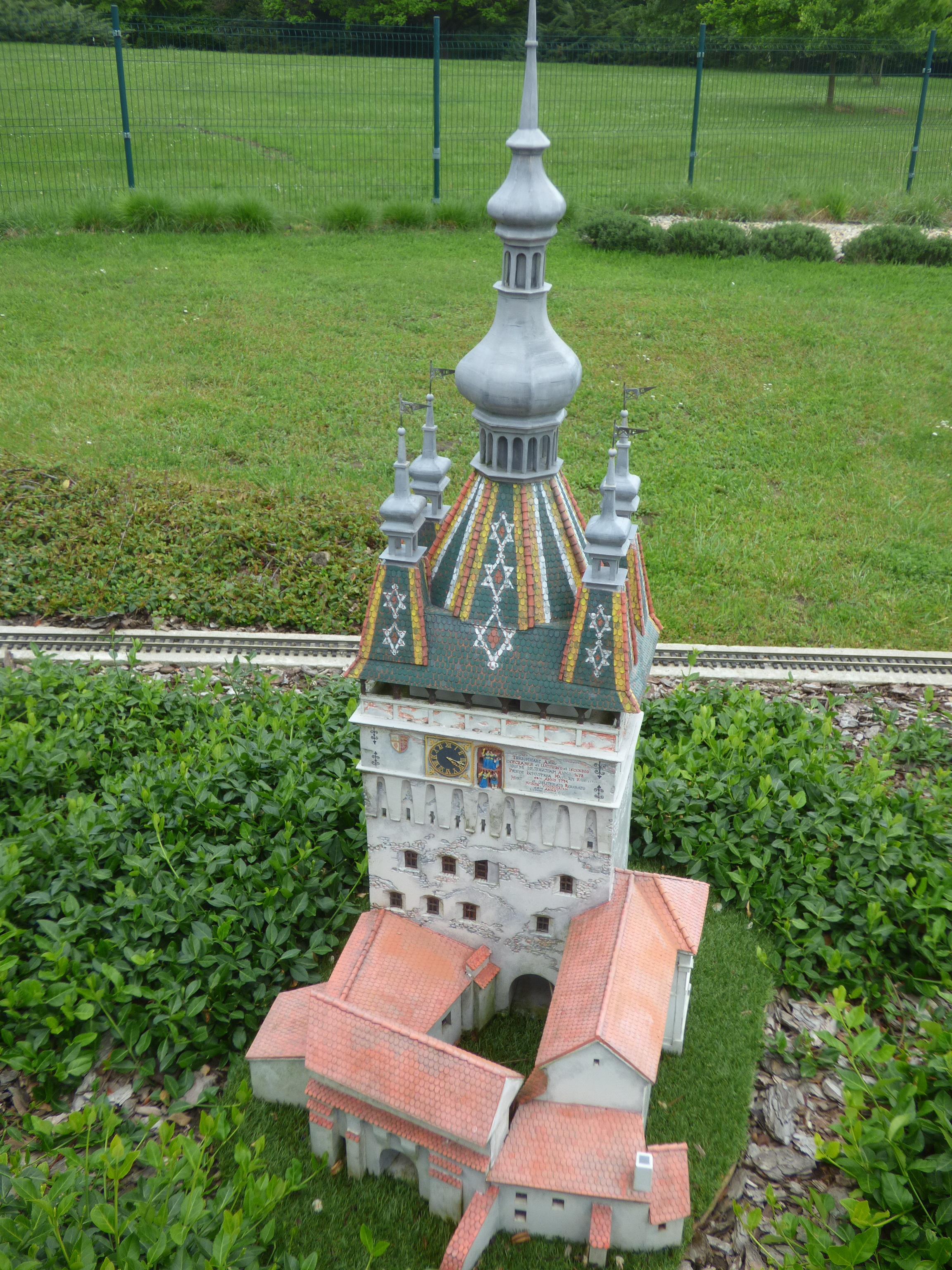
A segesvári óratorony makettje a szarvasi Mini Magyarország gyűjteményében

A négyszög alaprajzú torony 64 méter magas. A falak vastagsága helyenként eléri a 2,3 métert. A harmadik emeletet mintegy 3 méterre kiugró konzolok veszik körbe, az 1,4 méterrel beljebb levő ötödik emeletet pedig nyitott erkély veszi körül. Az ötödik emelet felett négy kisebb torony található. A 34 méter magas tetőt színes zománcos cserepek fedik. A tetőt két kupola zárja le, felette egy aranyozott gömb, az afeletti oszlopon egy szélkakas látható.
A toronyórának két számlapja van, az egyik a város felé, a másik a vár felé néz. Az óralap melletti fülkékben találhatók az óraütéskor körbejáró figurák: a város felé a hét napjait ábrázoló alakok, a vár felé pedig a béke, törvény és igazság, illetve a nappal és éjszaka jelképes alakjai.

## Fordítás
Ez a szócikk részben vagy egészben  a   Stundturm (Sighișoara) című német Wikipédia-szócikk ezen változatának fordításán alapul.  Az eredeti cikk szerkesztőit annak laptörténete sorolja fel. Ez a jelzés csupán a megfogalmazás eredetét és a szerzői jogokat jelzi, nem szolgál a cikkben szereplő információk forrásmegjelöléseként.